# Kis geze
A kis geze (Iduna caligata) a madarak osztályának verébalakúak (Passeriformes) rendjébe, a nádiposzátafélék (Acrocephalidae) családjába tartozó faj.

## Rendszerezése
A fajt Martin Hinrich Carl Lichtenstein német orvos, felfedező és zoológus írta le 1823-ban, a Sylvia nembe Sylvia caligata néven. Sorolták a Hippolais nembe Hippolais caligata néven is.

## Előfordulása
Irán, Kazahsztán, Kirgizisztán, Kína, Mongólia, Oroszország, Tádzsikisztán, Türkmenisztán, Üzbegisztán területén költ és kelet-Indiában telel. Kóborlásai során eljut észak- és nyugat-Európáig. Természetes élőhelyei a mérsékelt övi, szubtrópusi és trópusi gyepek és cserjések, valamint legelők. Állandó, nem vonuló faj.

### Kárpát-medencei előfordulása
Magyarországon rendkívül ritka vendég, mindössze egy előfordulása ismert 2013-ban.

## Megjelenése
Testhossza 13 centiméter, szárnyfesztávolsága 18-21 centiméter, testtömege 7-9 gramm.
|  |

## Életmódja
Többnyire rovarokkal táplálkozik. Májustól júliusig költ. Fészekalja 3-4 tojásból áll.
|  |

## Természetvédelmi helyzete
Az elterjedési területe rendkívül nagy, egyedszáma pedig növekszik. A Természetvédelmi Világszövetség Vörös listáján nem fenyegetett fajként szerepel.

## Forrás
- A faj szerepel a Természetvédelmi Világszövetség Vörös Listáján. IUCN. (Hozzáférés: 2022. január 12.)
- Új madárfaj bukkant fel a Hortobágyon